# John Francis Davis
Sir John Francis Davis (Londra, 16 luglio 1795 – Henbury, 13 novembre 1890) è stato un diplomatico e sinologo britannico.
Fu il secondo governatore di Hong Kong, dal 1844 al 1848.

## Opere
Opere in lingua inglese
- (EN) Chinese Novels: Translated From the Originals; The Shadow in the Water; The Twin Sisters; The Three Dedicated Chambers; With Observations on the Language and Literature of China, London, John Murray, 1843, OCLC 4044244.
- (EN) Hien Wun Shoo: Chinese Moral Maxims, with a Free and Verbal Translation; Affording Examples of the Grammatical Structure of the Language, London, John Murray, 1823, OCLC 4802428.
- (EN) The Chinese: A General Description of the Empire of China and Its Inhabitants, Vol. I & II, London, Charles Knight, 1836, OCLC 51361805.
- (EN) China, during the War and since the Peace., London, Longman, 1852, OCLC 4802241.
- (EN) Chinese Miscellanies: A Collection of Essays and Notes., London, John Murray, 1865, OCLC 681703713.